# 阮思再
阮思再（越南语：／，1869年—？年），越南阮朝官員。

## 生平
阮思再是乂安省英山府清漳縣南金總忠勤社（今屬乂安省南壇縣南忠社忠勤村）人，嗣德二十二年（1869年）出生。成泰六年（1894年），阮思再參加乂安場鄉試，考中舉人。成泰十六年（1904年），庭試考中副榜。維新年間任豐田知縣，後升任壽春知府。啟定八年（1923年），升鴻臚寺卿，領承天府丞。

## 子女
子阮思嚴，越南漆畫繪畫家。